# Catedral de Huesca
La catedral de Huesca, construida en estilo gótico, fue iniciada a finales del siglo XIII y concluida a principios del siglo XVI. Originariamente estuvo dedicada a Jesús Nazareno pero es conocida popularmente como catedral de Santa María.

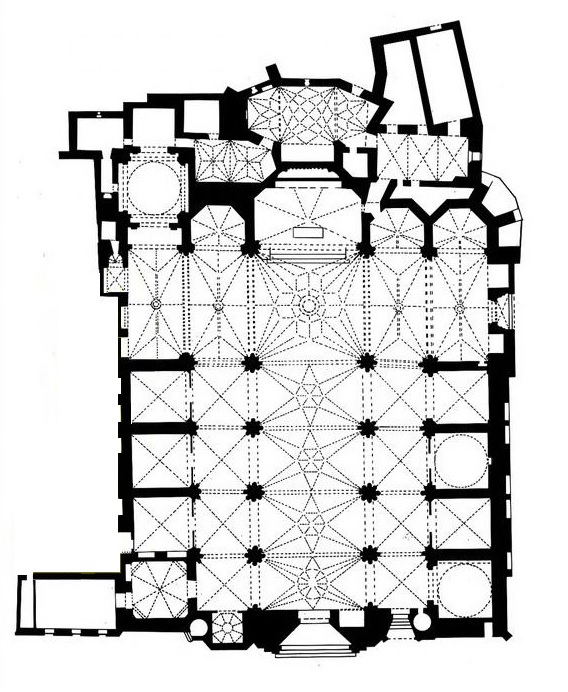
Planta de la Iglesia Catedral de Huesca

## Emplazamiento
Se halla en el lugar más elevado del cerro sobre el que se asentó la primitiva ciudad de Huesca, y constituye, con el edificio del Ayuntamiento, el centro histórico de la ciudad.

## Templos anteriores
La ciudad de Huesca fue conquistada a los musulmanes por Pedro I de Aragón en 1096. Tras la conquista, la mezquita principal de la ciudad fue cedida al obispo para reutilizarla como catedral bajo la advocación de santa María de los Gozos. De la mezquita queda un arco de herradura en la zona del claustro, que posiblemente era la entrada al alminar.
Del templo románico perviven una portada con tres arquivoltas que descansan sobre capiteles y pilastras; además de parte del primitivo claustro, que permanece adosada al lado norte del templo.

## Construcción
El proyecto de construcción del actual edificio de la catedral de Huesca se inició en tiempos de Jaime I de Aragón (r. 1213-1276); algo tardío, si se compara con otras iglesias de la zona, que datan del románico. Esto se debe a que en Huesca se ofició el culto cristiano utilizando, hasta finales del siglo XIII, el edificio de la antigua mezquita de la aljama.
En 1273, al ser consagrado obispo de Huesca Jaime Sarroca, sobrino del rey Jaime I, este monarca consideró indecorosa la celebración del culto cristiano en la antigua mezquita, por lo que en ese mismo año propuso la construcción, en el solar de la mezquita, de una catedral en el estilo gótico que predominaba en Europa. El diseño inicial proponía una construcción de tres naves, con cinco capillas en la cabecera y transepto.
Entre 1273 y 1308 se erigió la cabecera con cinco ábsides, el muro norte del crucero con una puerta de arco de medio punto y el edificio anexo, la llamada "Sacristía Vieja", que cumple las funciones de sacristía y archivo. Todo ello en estilo gótico.
Entre 1297 y 1304 se construyeron las naves laterales y las capillas en ellas integradas, cuatro en cada nave, que se entregaron a particulares "a cambio de una fuerte suma, para que las convirtieran en panteones familiares".
Entre 1327 y 1348 se levantaron las bóvedas de crucería simple de las naves laterales y se cubrieron con techumbre de madera la nave central y el transepto. A esta época pertenecen los primeros arquitectos identificados en las obras de la catedral; se trata de Juan Doncels (1328) y Guillermo Inglés (1338).
Entre la segunda mitad del siglo XIV y la primera del XV, gracias al impulso de Benedicto XIII, el Papa Luna, se levantó la torre y se inició la construcción de un claustro gótico para sustituir al antiguo románico, aunque solamente se llegó a acabar la galería sur.
A finales del siglo XV el obispo Juan de Aragón y Navarra encargó a Juan de Olozaga el recrecimiento de los muros del transepto, ábsides y nave central, y el cubrimiento de todo ello con bóvedas de crucería estrellada. Las obras finalizaron en 1511.

## Arquitectura
La traza del templo es de cruz latina con capillas laterales y tres naves de cuatro tramos, además del crucero.

### Portada principal
La portada, situada en el muro oeste, presenta un gran arco apuntado de cuatro arquivoltas con decoración de figuras de mártires, vírgenes, ángeles y profetas, respectivamente. Se construyó entre 1302 y 1307, durante el mandato del obispo Martín López de Azlor y por este motivo su escudo figura en el dintel, flanqueado por el del reino de Aragón y por el de la ciudad de Huesca.
En el centro del tímpano se halla una talla de la virgen María con el Niño Jesús, entre dos ángeles turiferarios. En la parte de la derecha se encuentran los Reyes Magos y en la parte de la izquierda una representación del Noli me tangere. En el dintel se repiten los escudos de Aragón y del obispo Martín López de Arloz.
El conjunto está protegido por un gran alero de madera de estilo renacentista (s. XVI), un elemento arquitectónico muy frecuente en Aragón.

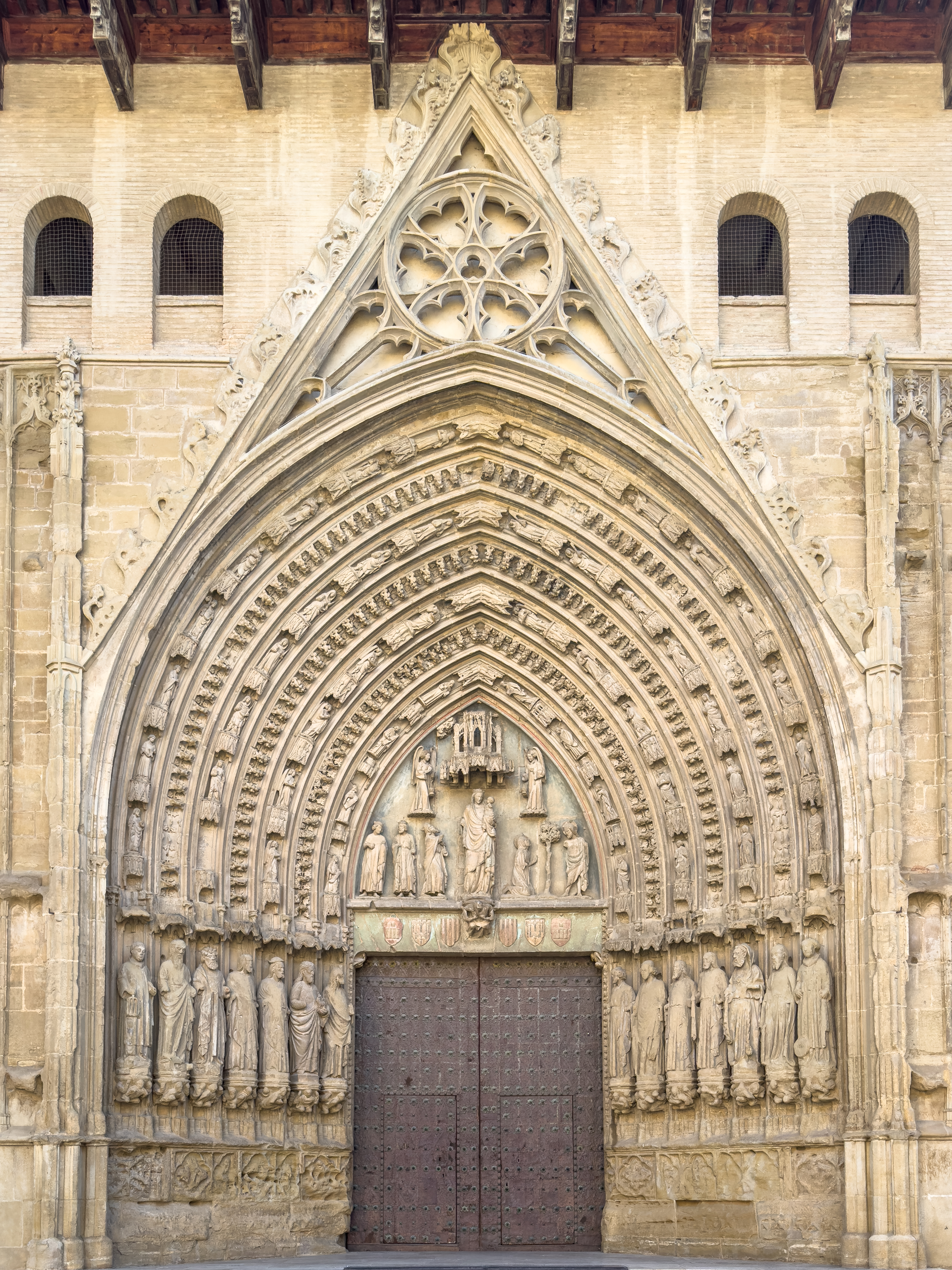
Portada de estilo gótico (1539)
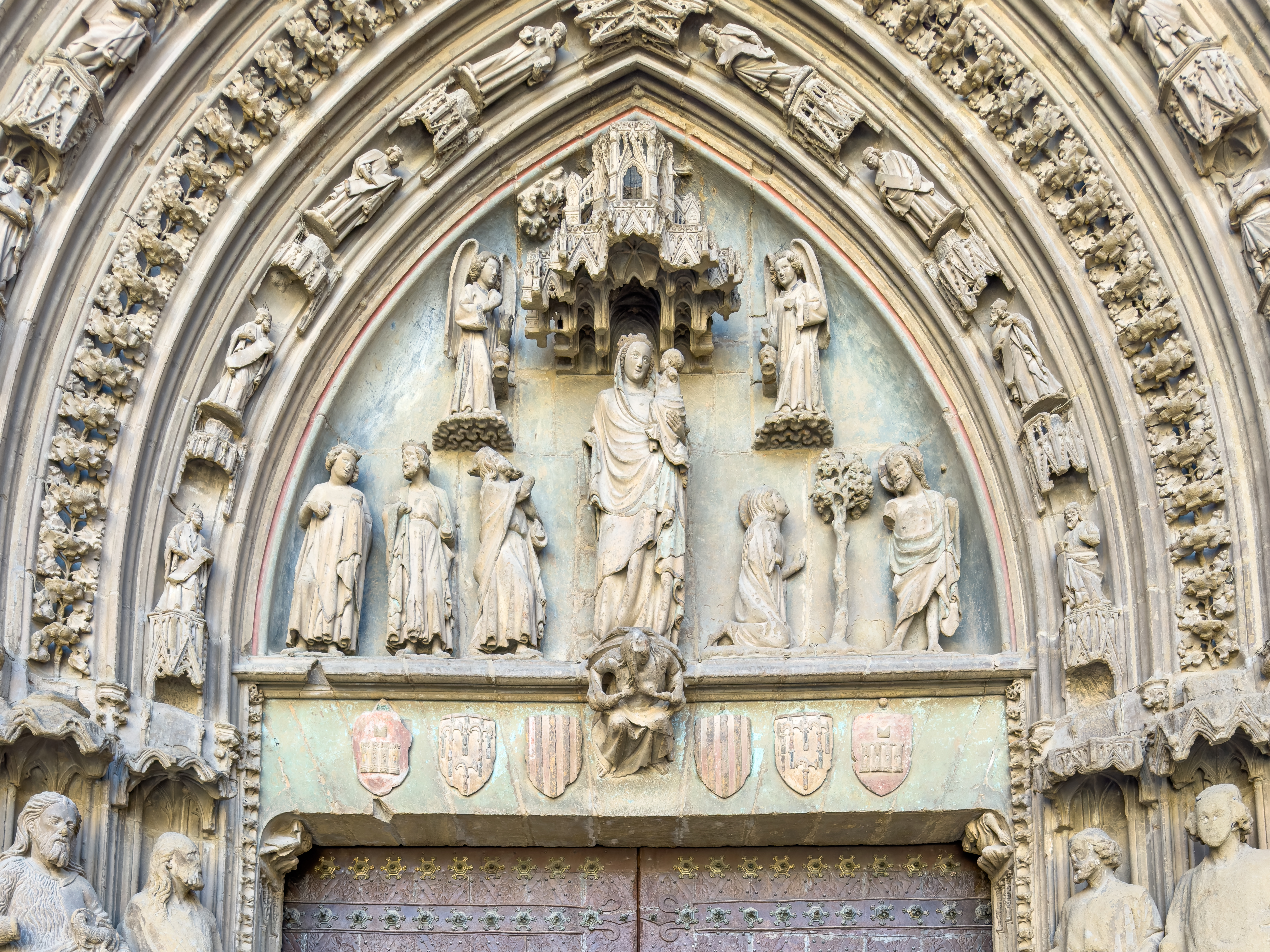
Tímpano (1539)
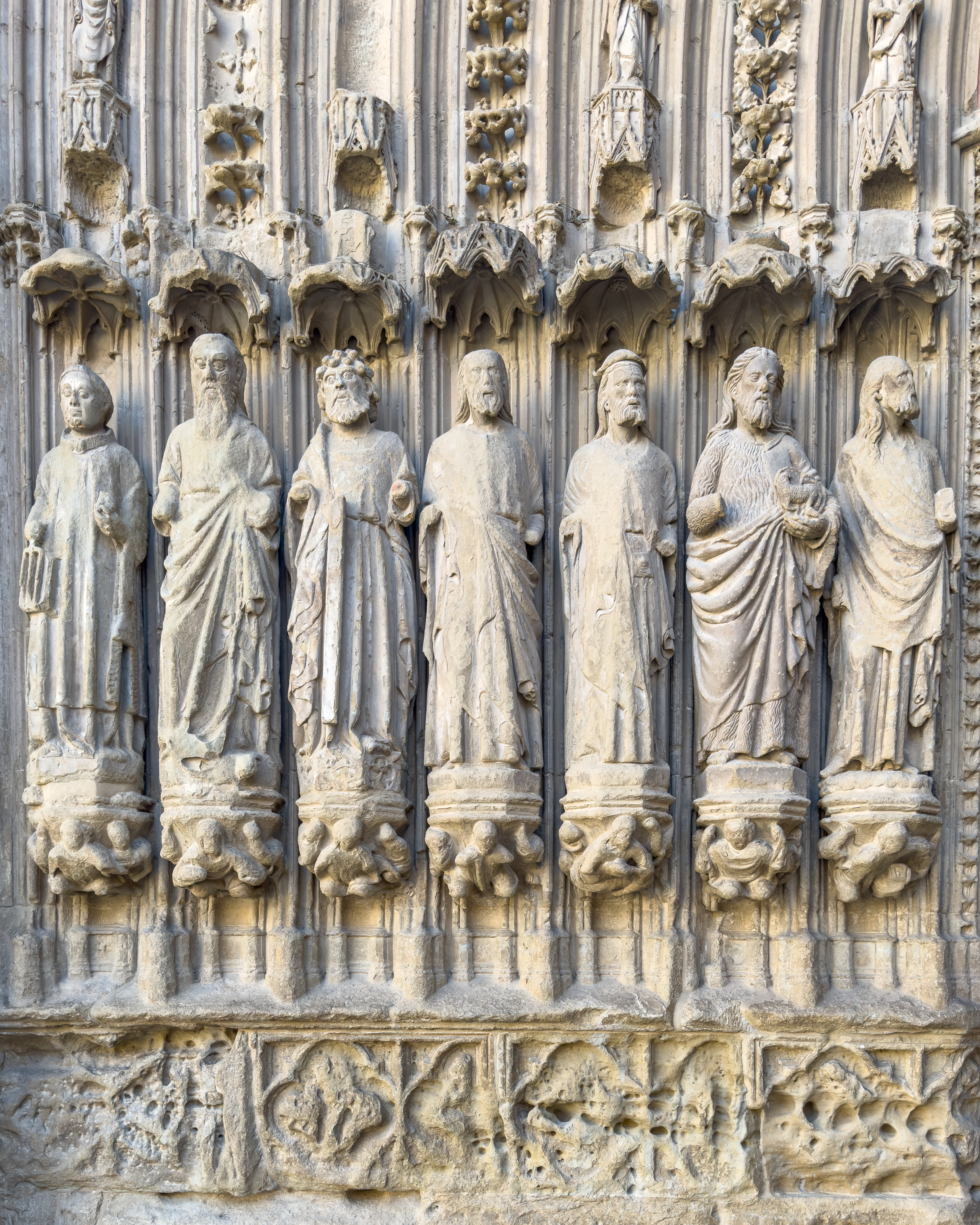
Esculturas de la portada: en primer término aparece san Lorenzo, patrono de la ciudad

### Torre campanario y chapitel

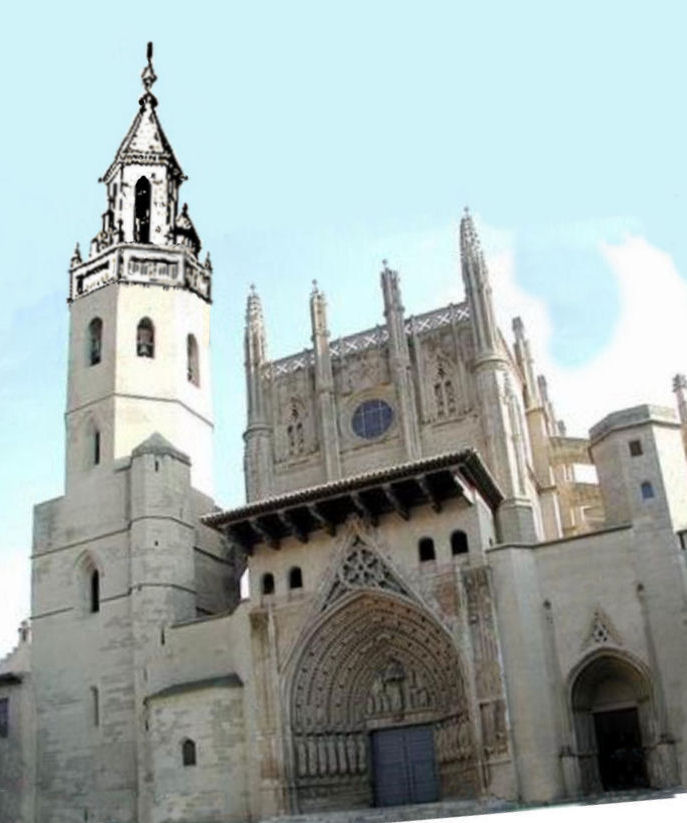
Reconstrucción idealizada de la torre y chapitel

Entre 1369 y 1423 se levantó la torre campanario, primeramente hasta la cuarta planta, a cargo de los maestros Juan de Alguiñero y Juan de Quadres; y la terminó el maestro Pere Jalopa con un chapitel pentagonal, semejante al chapitel de la Catedral de Barbastro. 
El chapitel piramidal resultó destruido en 1937, durante la celebración de la toma de Santander por el ejército de Franco. En el transcurso de dicha celebración se empleó abundante material pirotécnico, un cohete chocó con el chapitel, lo incendió y finalmente este se derrumbó.[cita requerida]
Este chapitel que elevaba la torre más de un tercio que el que tiene actualmente, no se ha repuesto por diversas razones, no obstante existen los planos, el registro fotográfico y el proyecto de reposición, que restituiría el aspecto que presentaba.[cita requerida]

### Interior del templo
A comienzos de 1520 se le encargó a Damián Forment la realización de retablo mayor de la catedral. Realizado en alabastro, su cuerpo es un gran tríptico de tres escenas que muestran la pasión de Cristo.
Destacan las pinturas barrocas (s. XVII) de las cúpulas de las capillas del santo Cristo de los Milagros, de san Joaquín realizadas por Vicente Berdusán y de san Orencio y santa Paciencia de Juan Jerónimo Jalón.

## Galería de imágenes

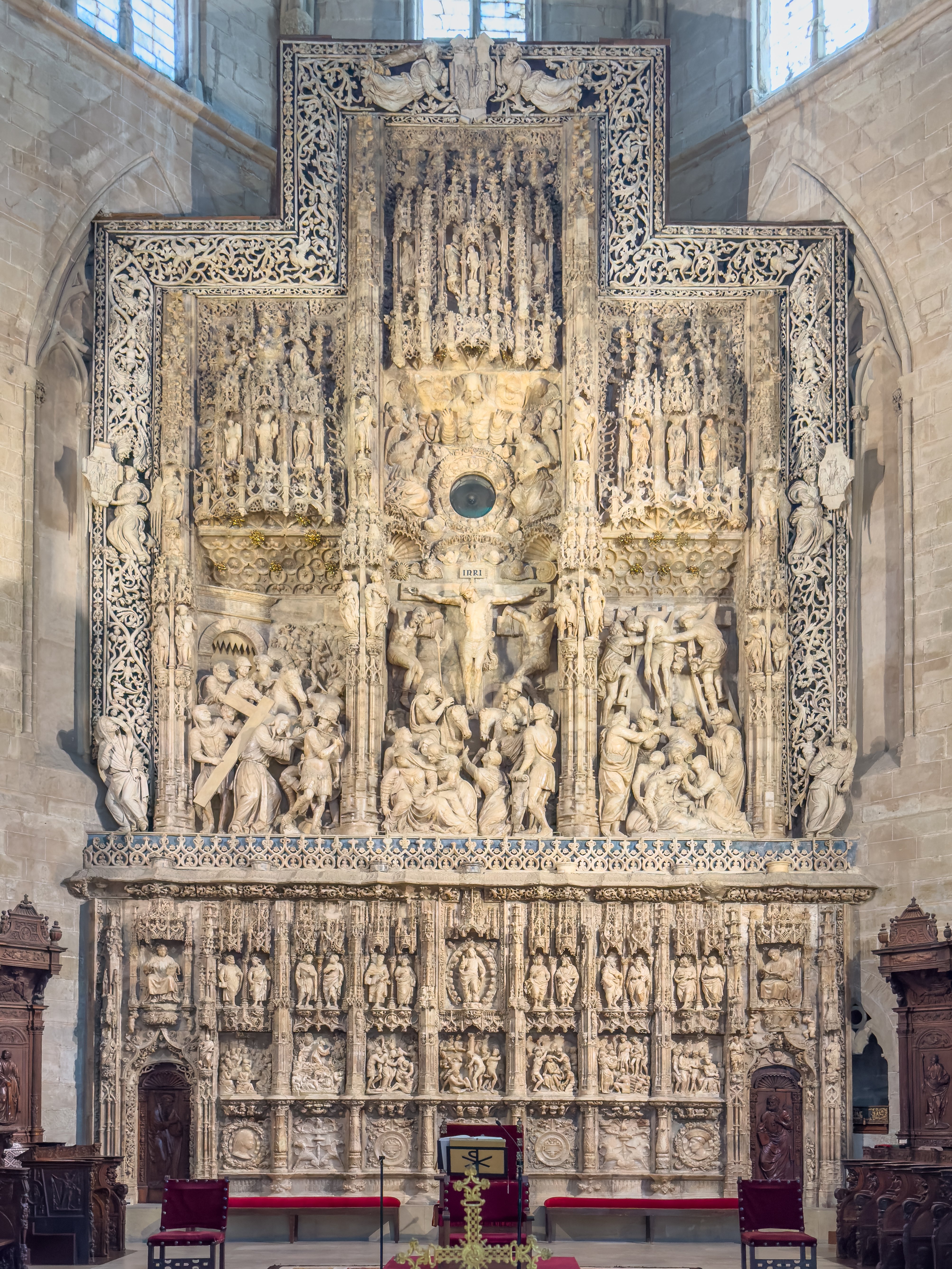
Altar mayor (1520)
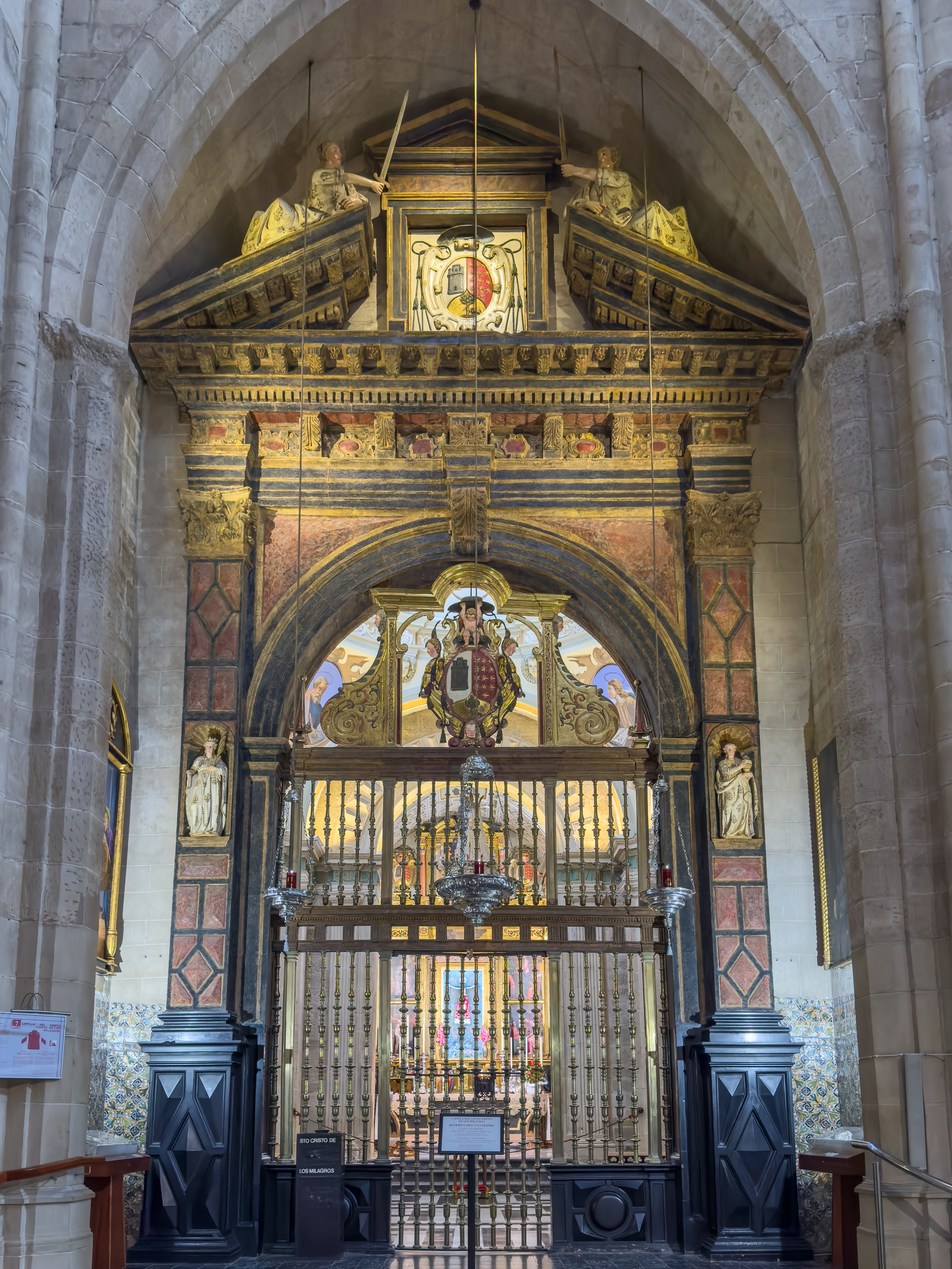
Capilla del Sagrario